# 河内町 (熊本県)
河内町（かわちまち）は、かつて熊本県にあった町である。飽託郡に属していた。
1991年2月1日に北部町・飽田町・天明町とともに熊本市に編入され、2012年4月1日に熊本市の政令指定都市移行に伴い西区の一部となった。

## 地理
- 海洋：有明海（島原湾）
- 河川：河内川、小責川（おぜきがわ）、白浜川、西谷川、立福寺川
- 山岳：金峰山、熊ノ岳（二ノ岳）、那智山(三ノ岳)、河内山
- 温泉：河内温泉

## 歴史
- 1889年（明治22年）4月1日 - 大多尾村、野出村、岳村、東門寺村、面木村が合併し、芳野村（よしのむら）が成立。河内村、白浜村、船津村の3村はそのまま単独村政を継続。
- 1902年（明治35年）4月1日 - 河内村、白浜村、船津村が合併し、河内村が成立。
- 1956年（昭和31年）9月30日 - 河内村と芳野村が合併し、河内芳野村（かわちよしのむら）が成立[1]。
- 1971年（昭和46年）4月1日 - 河内芳野村が町制施行、河内町と改称。
- 1991年（平成3年）2月1日 - 熊本市へ編入され、河内町閉町[2]。

## 地域

### 中学校
- 河内町立河内中学校
- 河内町立芳野中学校

### 小学校
- 河内町立河内小学校
- 河内町立河内小学校白浜分校
- 河内町立芳野小学校

### 寺社
- 河内阿蘇神社
- 船津厳島神社
- 白浜神社
- 塩屋阿蘇宮
- 江月院
- 蓮光寺

## 産業

### 特産物
- 河内みかん
  - 塩屋みかん
- 芳野梨

## 交通

### 鉄道
町内を鉄道路線は通っていない。最寄り駅は、JR九州鹿児島本線熊本駅。

### 道路
- 国道501号 （本町閉町当時は熊本県道7号大牟田熊本宇土線）
- 熊本県道1号熊本玉名線 （本町閉町当時は熊本県道114号天水熊本線）
- 熊本県道101号植木河内港線
- 熊本県道332号小天下硯川線

## 地区名
- 船津（本町閉町当時は河内町役場があった場所であった。現在は、熊本市役所河内総合支所を経て、平成24年4月の熊本市政令指定都市化に伴い、西区役所河内総合出張所となっている）
- 河内（河内町の南部である）
- 白浜（河内町の北部である）
- 大多尾（西谷川の源流がある）
- 野出
- 岳（河内川の源流がある）
- 東門寺
- 面木